# Leptogaster bilobata
Leptogaster bilobata là một loài ruồi trong họ Asilidae. Leptogaster bilobata được Hermann miêu tả năm 1917. Loài này phân bố ở miền Ấn Độ - Mã Lai.